# Вокализ
Вокали́з (от фр. vocalise от лат. vocalis — звучный, гласный — от vox — голос) — вокальная миниатюра для голоса. Вокализ — пение, в котором не используются слова; это бессловесное почти всегда минорное музыкальное произведение или часть произведения (песни, романса, арии), в которой пропеваются гласные звуки, слоги или сольфеджио. Вокализ в основном используется как средство развития голоса: в отношении его количественных и качественных характеристик, его вокально-исполнительской техники (вокализ является для певца упражнением подобно тому, как этюд является для инструменталиста).

## История
- Франц Абт вокализ № 5

Вокализ появился в середине XVIII века, предназначался он для женского голоса. Первыми произведениями, исполняющимися голосом без слов, стали упражнения композиторов Люлли и Рамо. С XVIII века вокальные упражнения, написанные в жанре вокализа, широко применяются в учебных целях.
В XIX веке вокализ становится весьма популярным, из-за большого числа написанных к тому времени вокализов, а также из-за типичных особенностей этого жанра: лиричность, минорность, певучесть, лёгкость запоминания гласных звуков и слогов. Большой известностью пользовались вокализы Джузеппе Конконе, Франца Абта, Луиджи Лаблаша.
Во второй половине XX века в СССР вокализы стали популярны в советском кино. Самые известные принадлежат Андрею Петрову в фильмах «Служебный роман» и «Осенний марафон». В это же время были опубликованы и нашли широкое применение в вокальной педагогике вокализы И. Н. Вилинской (1920—1986), дочери известного композитора Н. Н. Вилинского.
Вокализ имеет множество различных форм композиторских воплощений: сюиты-вокализы, сонаты-вокализы, песни-вокализы, концертные вокализы… Вокализ в современном понимании не только вокальное произведение — он исполняется на различных музыкальных инструментах, поскольку вокализ предоставляет исполнителям исключительную возможность продемонстрировать красоту звучания своего инструмента и мастерство кантилены на нём.

## Композиторы педагогических вокализов
Джузеппе Конконе, Франц Абт, Луиджи Лаблаш, Джузеппе Априле, Генрих Панофка, Джироламо Крешентини, Михаил Глинка, Александр Варламов, Ирина Вилинская…

## Известные произведения
- «Вокализ» Рахманинова.
- «Хабанера» М. Равеля.
- «Бразильская бахиана № 5» Вилла-Лобоса.
- «Концерт для голоса с оркестром» Р. Глиэра.
- «Я очень рад, ведь я наконец возвращаюсь домой» А. И. Островского.
- «Стачка шахтёров в Кузбассе» группы «Коммунизм».